# Tellervo zoilus
Tellervo zoilus är en fjärilsart som beskrevs av Fabricius 1775. Tellervo zoilus ingår i släktet Tellervo och familjen praktfjärilar. Inga underarter finns listade i Catalogue of Life.

## Bildgalleri

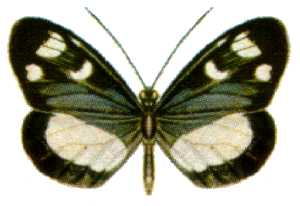
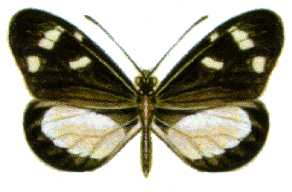